# Kasr Hur
Kasr Hur – miejscowość w Egipcie, w muhafazie Al-Minja. W 2006 roku liczyła 18 931 mieszkańców.